# Die Tat (deutsche Zeitung)

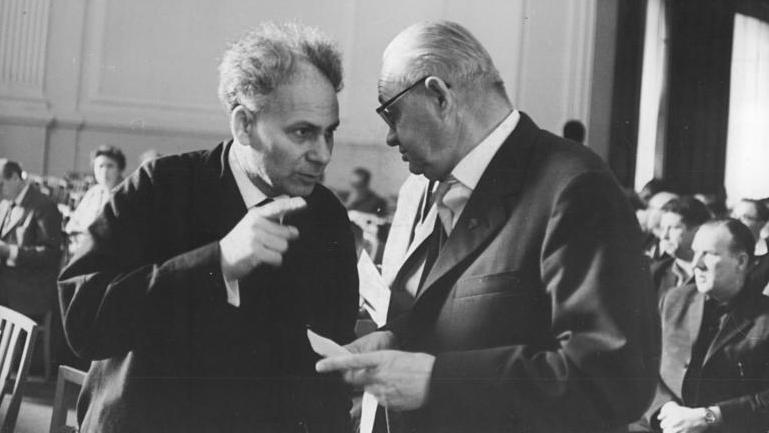
Werner Stertzenbach (links) beim Globke-Prozess 1963

Die Tat mit dem Untertitel Wochenzeitung für Demokratie und Frieden erschien als Organ der Vereinigung der Verfolgten des Naziregimes. Sie wurde 1950 gegründet, im Röderberg-Verlag in Frankfurt am Main publiziert und fusionierte 1983 mit der Deutschen Volkszeitung. Chefredakteur von 1960 bis 1972 war Werner Stertzenbach.